# Acqua Vergine

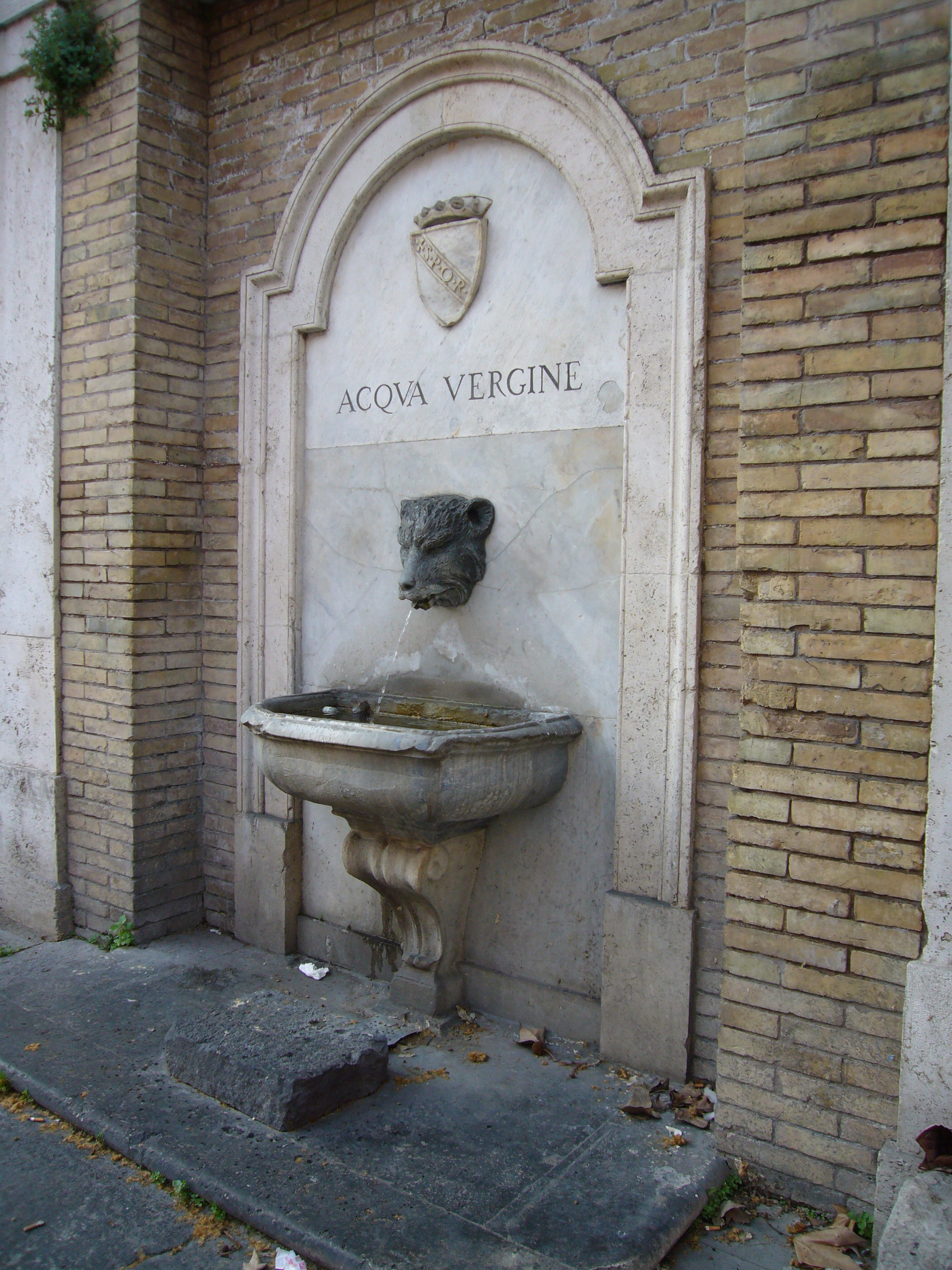
Fontanella dell’Orso, Brunnen der Acqua Vergine, Via di Monte Brianzo

Acqua Vergine ist ein römischer Aquädukt, der seit über 2000 Jahren frisches Trinkwasser nach Rom liefert. Sein Name leitet sich von seinem im Jahr 19 v. Chr. unter Marcus Vipsanius Agrippa erbauten Vorgänger Aqua Virgo ab. Um die während der Renaissance zunehmende Bevölkerung ausreichend zu versorgen, ließen die Päpste ab 1453 die Hauptkanäle der Aqua Virgo erneuern und zahlreiche Nebenkanäle unter dem Campo Marzio hinzufügen. Der nun Acqua Vergine genannte Aquädukt erfuhr bis ins 20. Jahrhundert mehrere Veränderungen und Ergänzungen. 
Er speist zahlreiche Brunnen in den Rioni (Stadtbezirken) Campo Marzio, Colonna, Trevi, Pigna, Sant’Eustachio, Parione, Ponte und Regola. Parallele Wasserläufe führen seit 1936 zu zwei getrennten Mündungsbrunnen: zur Fontana di Trevi und zum Nuovo Acquedotto Vergine Elevato (N.A.V.E.) auf dem Pincio.

## Geschichte

### Aqua Virgo

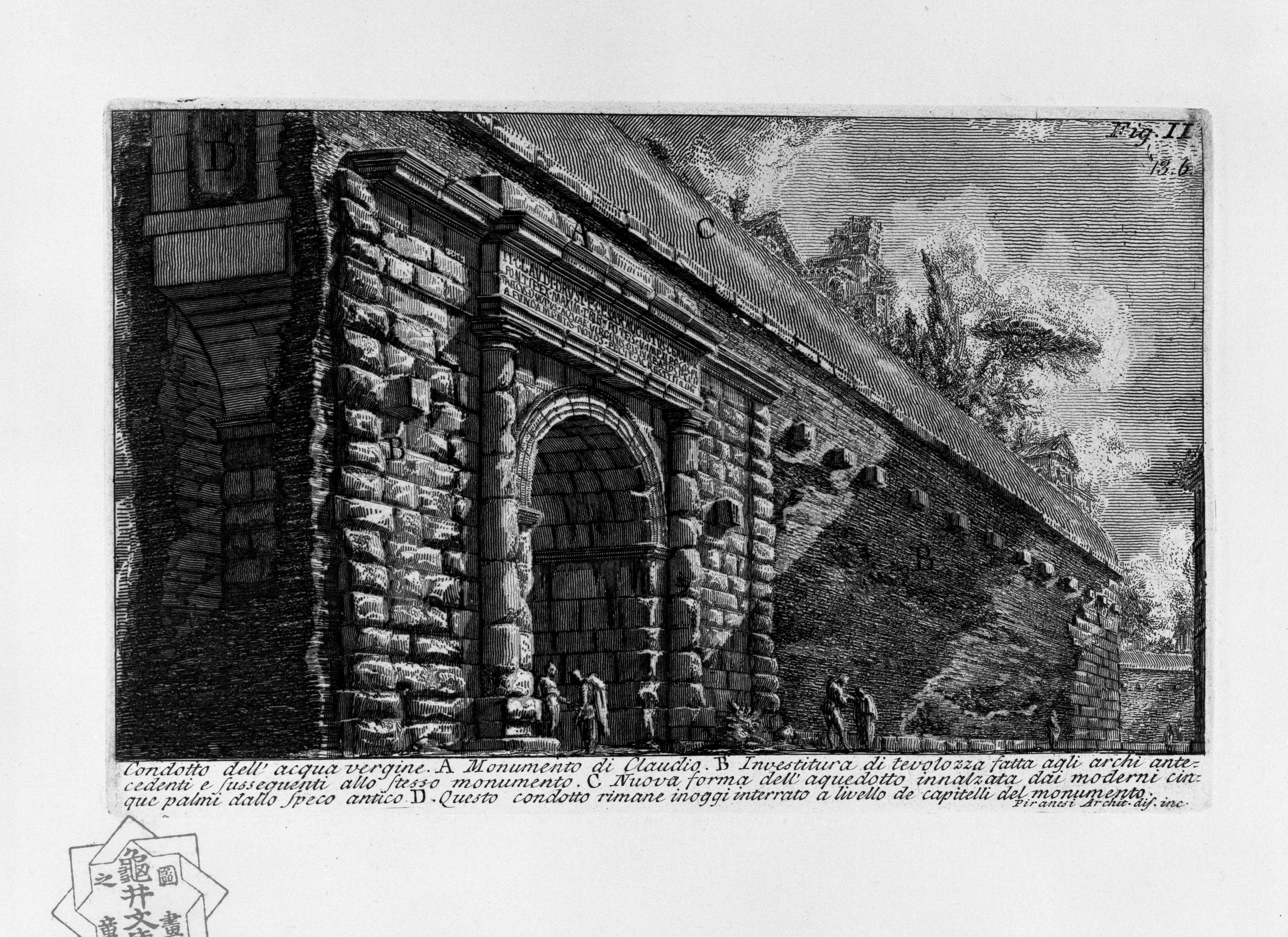
G. B. Piranesi, 1756. Aqua Virgo (D) und Acqua Vergine (C) auf 2 Ebenen

Zum Namen des Aquädukts existieren zwei Theorien. Der Oberaufseher über die Aquädukte in Rom Sextus Iulius Frontinus gab an, er sei nach dem jungen Mädchen benannt, das seine Quelle entdeckte und sie dem Agrippa zeigte. Eine andere Auffassung ist, die Statue einer Wassergöttin, die in einem Tempel in der Nähe der Quelle untergebracht war, sei zur Namensgeberin geworden. Am wahrscheinlichsten trifft jedoch die Ableitung des Namens von der Klarheit und Frische des Quellwassers zu.
Die Aqua Virgo war eine von elf Wasserleitungen, über die sich das antike Rom mit frischem Wasser aus der Umgebung versorgen konnte. Der Aquädukt wurde 19 v. Chr. von Marcus Vipsanius Agrippa während der Herrschaft von Augustus fertiggestellt, um hauptsächlich die damaligen Agrippa-Thermen auf dem Marsfeld zu speisen. Der tägliche Durchfluss betrug ca. 100.000 Kubikmeter.
Die Invasionen der Goten und Hunnen sowie innere Machtkämpfe führten ab dem 5. Jahrhundert zu einer Dezimierung der Bevölkerung. Da sich die Bewohner nun auf die Ebenen entlang des Tibers zurückzogen, verfielen die höher gelegenen Gebiete wie der Quirinal – und mit ihnen ein Großteil der Aquädukte. Die Aqua Virgo, die die Gebiete an der Porta del Popolo und des antiken Forums versorgte, wurde weiterhin benötigt und bei Bedarf ausgebessert.

### Acqua Vergine Antica

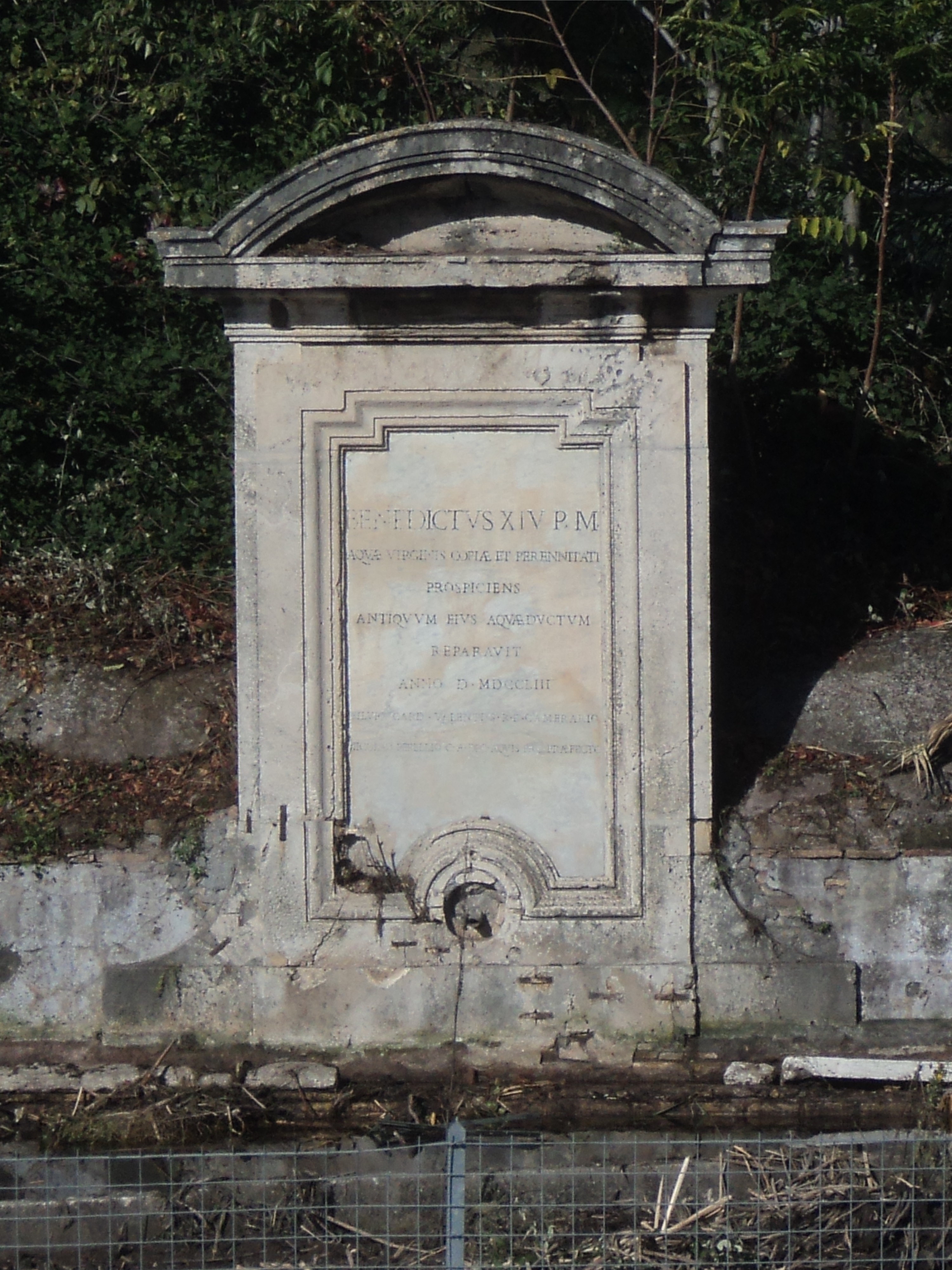
1753 restaurierter Brunnen am Aquädukt

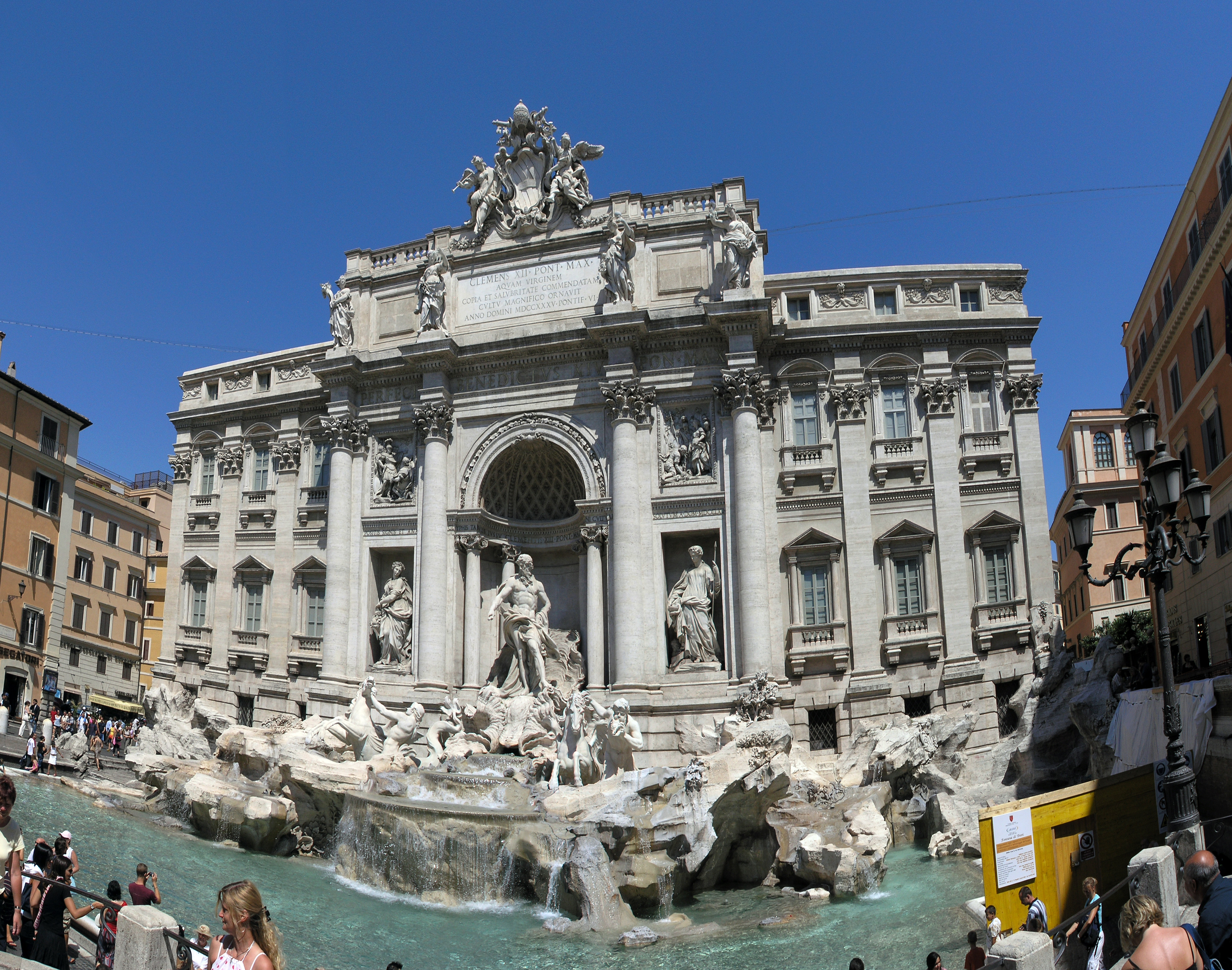
Trevi-Brunnen, Terminus der Acqua Vergine

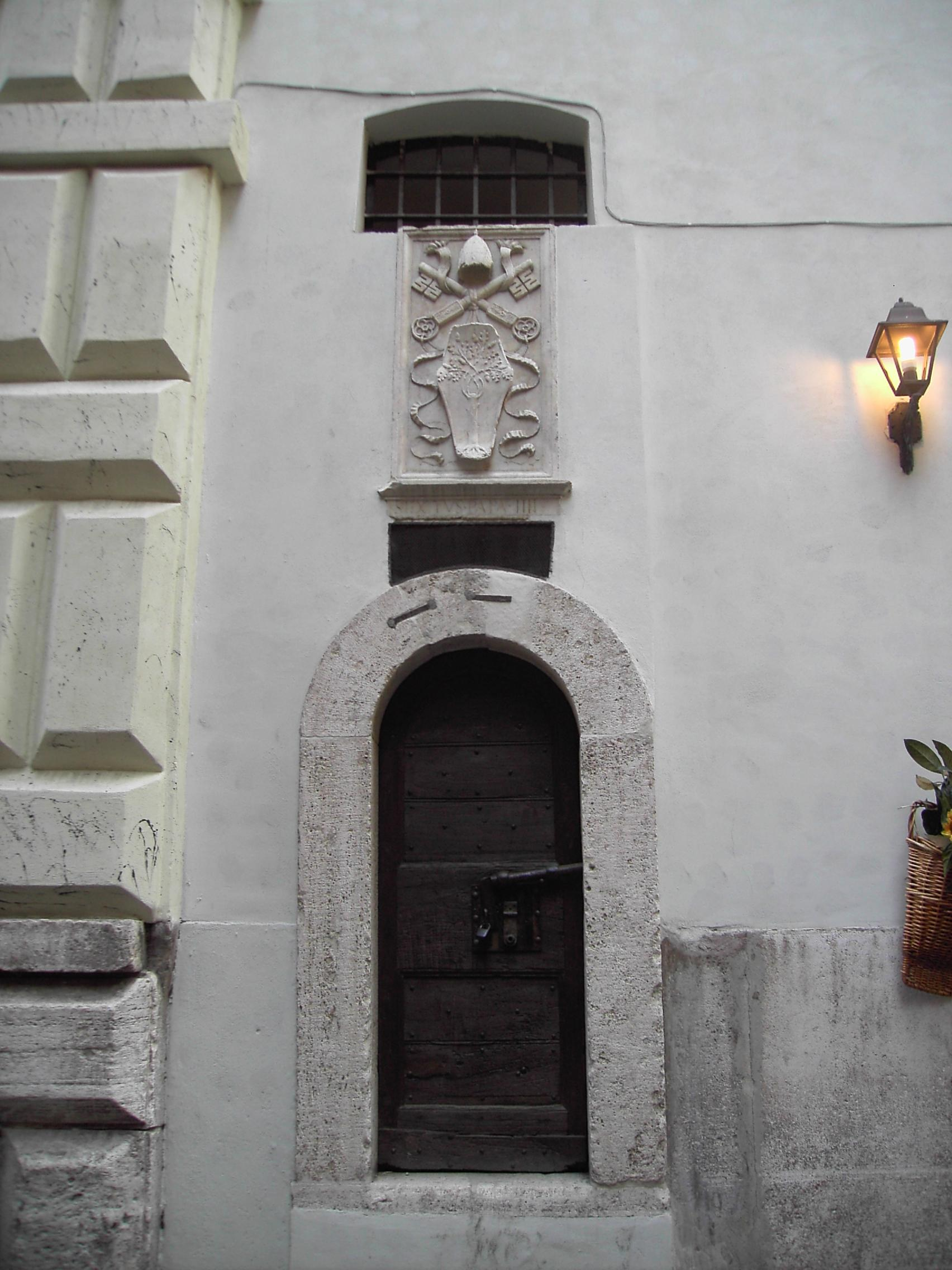
Eingang zum Kontrollschacht in der Via del Nazareno

Im 15. Jahrhundert nahm die Bevölkerung aufgrund der neuen Pilgerströme und des damit verbundenen Wasserbedarfs rasant zu. Die Versorgung musste zwingend ausgebaut und verbessert werden. Nikolaus V. legte den Grundstein, der die Renaissance-Päpste veranlasste, die Stadt Rom nach und nach umzugestalten und zu verschönern. Dazu gehörte auch der Endpunkt der nun in Acqua Vergine umbenannten Aqua Virgo. Unterstützt von Leon Battista Alberti ließ Nikolaus 1453 die Mostra restaurieren und eine Fassade mit Inschrift und Papstwappen, aus der sich das Wasser aus drei Speiern in ein rechtwinkliges Brunnenbecken ergoss, errichten.
Eine erneute Reparatur erfolgte unter Papst Sixtus IV. Seine Nachfolger Pius IV. und Pius V. unterzogen den Aquädukt zwischen 1561 und 1570 einer grundlegenden Rekonstruktion und Sanierung von der Quelle bis in die Stadt. Die feierliche Eröffnung fand am 16. August 1570 unter großer Teilnahme der Bevölkerung auf der Piazza di Trevi statt. Die Gemeinde Rom beschloss ein umfangreiches unterirdisches Wasserleitungsnetz zu errichten, das insgesamt 18 neue öffentliche Brunnen versorgen sollte. Diese wurden insbesondere unter Papst Gregor XIII. ausgeführt. Für die Gestaltung des Endpunkts Trevi-Brunnen in seiner heutigen Form engagierte Clemens XII. den Architekten Nicola Salvi.
Ein Teil der Wasserleitung ist heute oberirdisch in der Via del Nazareno zu sehen. Im Vicolo del Putarello, in der Nähe des Trevi-Brunnens, wurden beim Bau eines Kinos ein Teil der Acqua Vergine sowie Reste von Wohnhäusern aus der Kaiserzeit ausgegraben. Der Komplex ist unter dem Namen Città del’Acqua zu besichtigen.
Im Juni 2007 wurde die Wasserleitung nach einer Beschädigung bei Bauarbeiten für eine Garage und einer fehlerhaften Reparatur unterbrochen, die Reparatur dauerte mehrere Monate.
Seit der Renovierung des Trevibrunnens 2015 speist die Acqua Vergine nur noch das große Becken des Brunnens, während die Wasserspiele durch eine Umwälzpumpe betrieben werden. Außerdem wurde eine Anlage zur Wasserenthärtung eingebaut.
Seit dem Bau des Nuovo Acquedotto Vergine, auch Acqua Vergine Nuova, wird die ältere Wasserleitung als Acqua Vergine Antica bezeichnet.

### Acqua Vergine Nuova

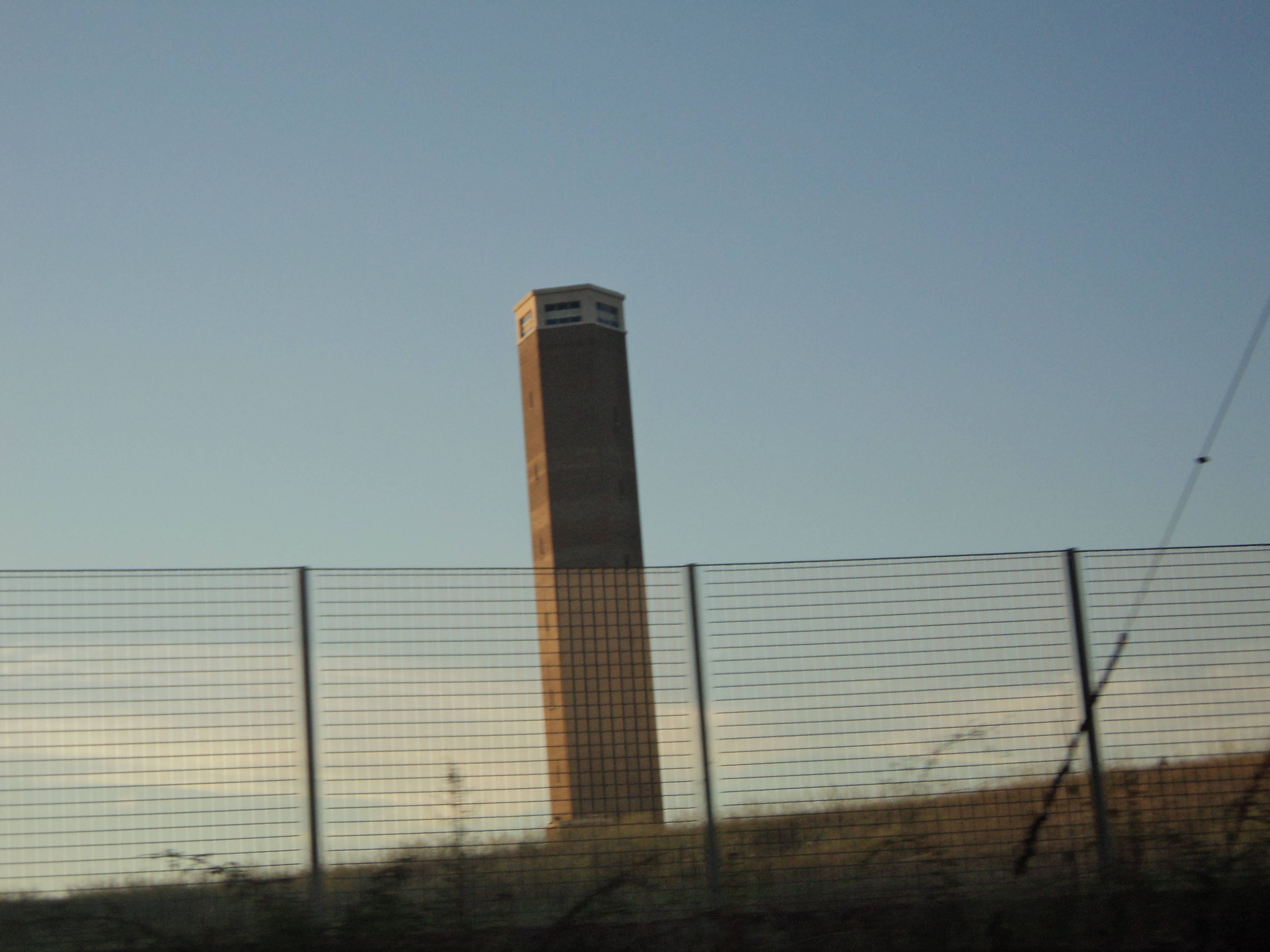
Wasserturm Torre piezometrica di Salone

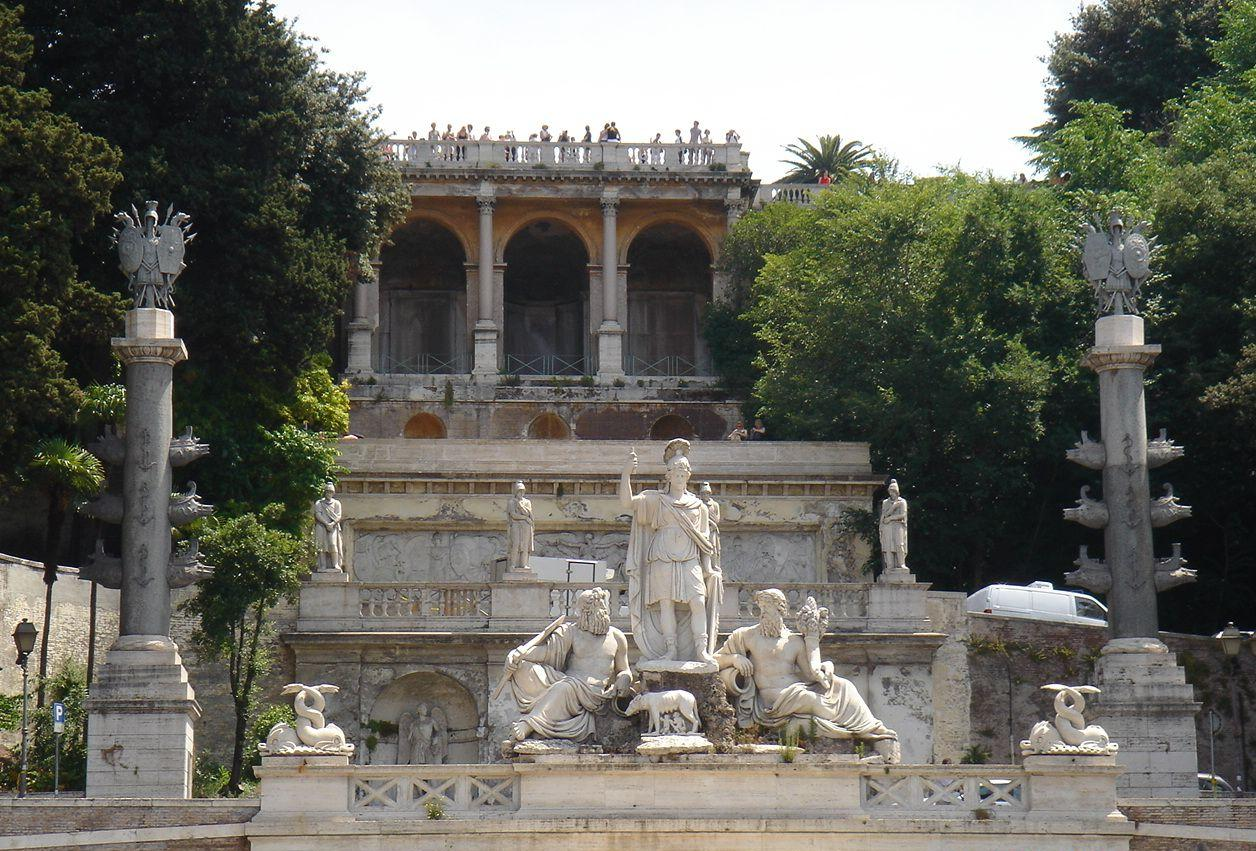
Mostra auf dem Pincio mit Roma-Brunnen im Vordergrund

Da wegen der Möglichkeit des Eindringens von Oberflächenwasser die Sauberkeit der Acqua Vergine nicht mehr sichergestellt war, wurde in den 1930er-Jahren im gleichen Quellgebiet ein neuer Aquädukt entwickelt. Der 1932–1936 erbaute Nuovo Acquedotto Vergine (NAV) besteht aus einer Pumpstation an den Salone-Quellen, einem 50 m hohen Wasserturm, einer 12,7 km langen Gusseisenleitung, einem unterirdischen Wasserspeicher in der Villa Borghese und einer von Raffaele De Vico entworfenen Mostra auf der Pincio-Terrasse. Der Druckturm, ein hydraulisches Bauwerk, dient dazu, die Wasserzufuhr von der Verteilung zu trennen und so die Zufuhrmenge konstant zu halten. Die Hauptleitung hat einen Durchmesser von 1000 mm und eine Durchflussrate von 1100 Litern pro Sekunde.
1978 wurde nahe des oberen Sammelbeckens ein zylindrischer Metall-Wassertank mit einer Kapazität von 25.000 m³ errichtet, um für Zeiten mit hohem Wasserbedarf gerüstet zu sein. Eine von Ambientandoci veröffentlichte schematische Darstellung lässt die Lage der einzelnen Stationen erkennen.

## Wasserführung
Das unter Naturschutz stehende Quellgebiet, mit der Bezeichnung Parco dell’Acqua Vergine, im Bereich der Gemeinde Salone ist in der Zone IX (Acqua Vergine) im Municipio VI delle Torri angesiedelt. Es liegt südlich des heutigen Bahnhofs Rom-Salone.
Die beiden Aquädukte werden zwar aus derselben Quelle gespeist, verlaufen jedoch unterschiedlich:
- Die Acqua Vergine Antica, die unterirdisch durch einige der gleichen Kanäle verläuft, die von Agrippas Ingenieuren konstruiert wurden, verläuft in Rom im Nordosten unter der Via di Pietralata an einer Stelle, die früher Fosso Pietralata genannt wurde, kreuzt die Via Nomentana, fließt westwärts zu und durch den Park der Villa Ada, fließt unter der westlichen Grenze der Villa Borghese hindurch, durchquert die Gärten der Villa Medici, steigt den Pincio hinunter zur Piazza di Spagna, erstreckt sich unter dem Rom der Renaissance, um in der barocken Mostra, dem Trevi-Brunnen, zu entspringen.
- Die Acqua Vergine Nuova, die von Nordosten unter der Via Tiburtina in Rom einfließt, fließt unter dem Pincio zur Porta Pinciana, wo sie sich in zwei Kanäle verzweigt:
  - Einer verläuft in südwestlicher Richtung, um sich mit der Acqua Vergine Antica kurz hinter der Piazza di Spagna zu verbinden, aber nicht zu vermischen, und steigt den Pincio hinunter, um sein Wasser durch die feinen, eleganten Strahlen seiner königlichen Mostra, des Löwen der Piazza del Popolo, abzugeben.
  - Eine führt nach Nordwesten unter dem Galoppatoio hindurch, macht eine Kurve durch die Borghese-Gärten, wendet sich nach Süden in Richtung Piazzale Flaminio, um in der dreibogigen Mostra zu enden, die an den westlichen Hängen des Pincio über der Piazza del Popolo kaskadiert.

## Brunnen
Die Acqua Vergine versorgt seit dem 16. Jahrhundert, wie schon in der Antike, eine Reihe von Brunnen in der nordwestlichen Altstadt von Rom.
- Trevi-Brunnen
- Die Brunnen der Piazza del Popolo
  - Die Kaskade auf dem Pincio
  - Die Löwen des zentralen Brunnens
  - Die Rom-Gruppe
- Der Pantheon-Brunnen auf der Piazza della Rotonda
- Der Colonna-Brunnen auf der Piazza Colonna
- Der Brunnen der Schildkröten (Tartarughe) auf der Piazza Mattei
- Der Brunnen des Campo de' Fiori
- Der Nord- und Südbrunnen der Piazza Navona
  - Der Neptunbrunnen
  - Der Mohrenbrunnen
- Die Brunnen der Piazza Venezia
- Il Facchino (Der Portier) in der Via Lata
- Fontana della Barcaccia in Piazza di Spagna
- Il Babuino (Der Pavian) in der Via del Babuino.